# 茅野山インターチェンジ
茅野山インターチェンジ（ちのやまインターチェンジ）は、新潟県新潟市江南区茅野山にある国道49号亀田バイパス・国道403号新津バイパスのインターチェンジ。
亀田バイパスと新津バイパスのジャンクションとなっている。バイパス外への流入・流出はできない。
秋葉区方面から阿賀野市方面へのアクセスは平面交差となっており亀田バイパス本線上に信号機が設置されている。尚、中央区方面と秋葉区方面とのアクセスについては双方向とも立体交差になっておりノンストップで移動可能。

## 接続道路
- 国道49号（亀田バイパス）
- 国道403号（新津バイパス）

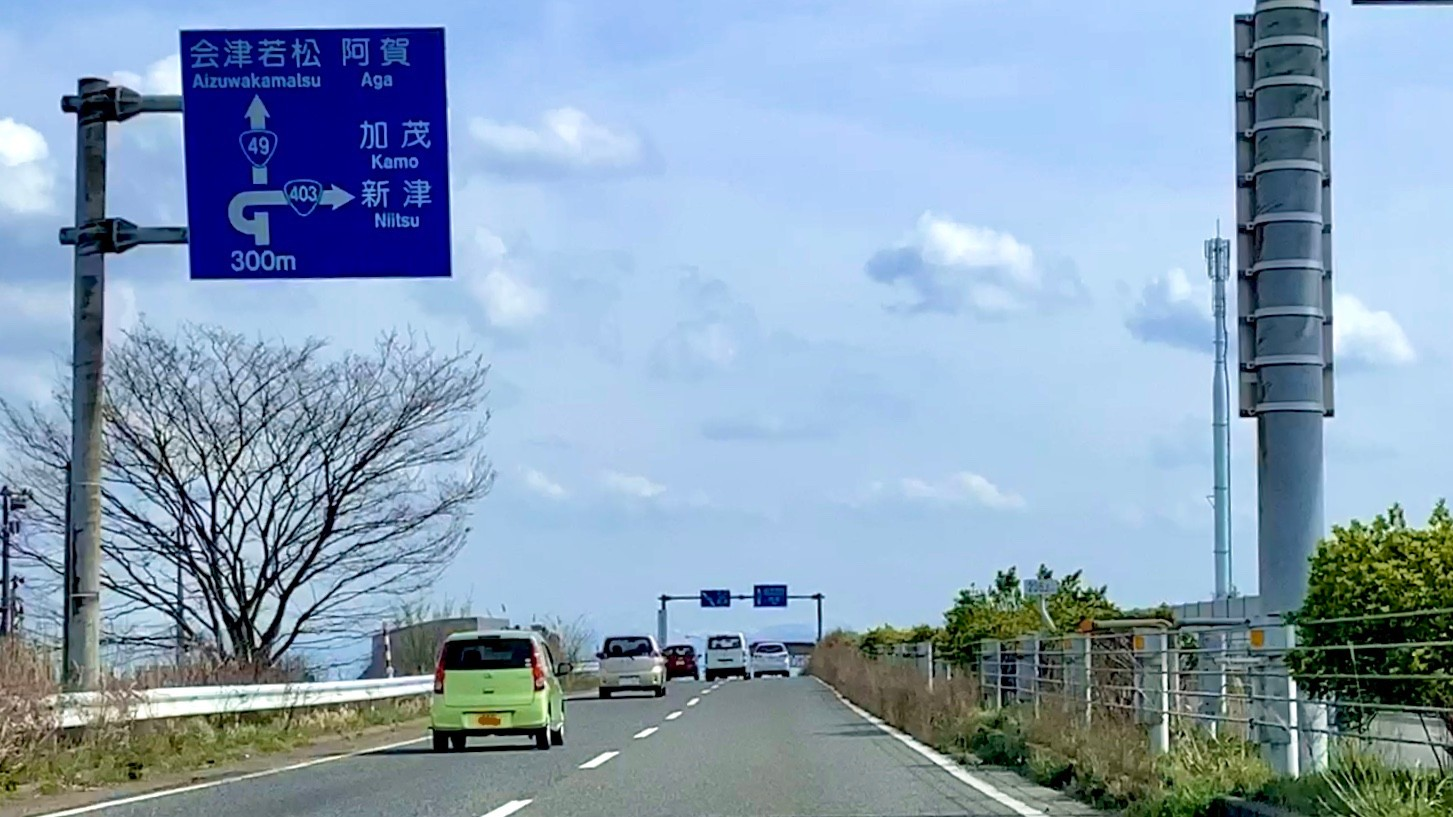
会津若松方面行本線上のIC案内標識（2020年4月）

## 周辺
- アスパーク亀田（亀田総合運動公園）
  - 亀田総合体育館
  - 新潟市江南区文化会館

## 隣
国道49号亀田バイパス
城所IC - 茅野山交差点 - 茅野山IC - 鵜ノ子IC
国道403号新津バイパス
茅野山IC - （この先平面交差）- 茅野山（西）交差点 - 割野交差点